# 토성에서 본 수성 일면통과
토성에서 본 수성 일면통과는 수성이 토성과 태양 사이를 정확히 통과할 때 발생한다. 토성에서 본 수성은 마치 태양 원반 위를 지나가는 작은 점처럼 보인다.
인류 중 누구도 토성에서 수성이 태양 표면을 지나가는 것을 본 자는 없으며, 가까운 미래에도 이 일은 일어나지 않을 가능성이 높다. 그러나 그런 점을 무시한다면, 가장 가까운 일면통과일은 2012년 9월 22일이다.
토성은 가스 행성이기 때문에 실질적으로 이 현상을 관측하려면 토성 주위를 도는 위성들의 표면에서 태양을 바라봐야 할 것이다. 이 경우 일면통과 발생 시각 및 기타 여건은 이론적인 시간에 비해 약간 달라질 수 있다.
공식 1/(1/P-1/Q)(여기서 P는 수성의 공전 주기 87.968435일, Q는 토성의 공전 주기 10746.940일임)을 이용하면 수성과 토성의 회합 주기는 88.694일이다.
토성 공전면 경사각에 대한 수성의 경사각은 6.38도로 지구 경사각에 대한 수성의 경사각 7도보다 작다.
토성에서 관측 가능한 수성 일면 통과는 보통 특정 시기에 몰려서 자주 관측된다. 보통 약 1년의 기간 중 5번 정도 일면통과 현상이 발생하는데, 이 '1년 내 5번' 주기는 크게 두 시기로 구분된다. 각 시기는 다음 시기와 30년의 격차를 두고 일정하게 반복된다.
1894년 3월 21일 토성에서 일어난 수성 일면통과는 좀 특이했다. 같은 날 금성도 일면통과 현상을 보였다. 따라서 이 날 토성에서는 수성과 금성이 차례대로 태양 위를 지나가는 모습을 관측할 수 있었던 셈이다.(동시에 지나간 것은 아니다) 2056년 12월 9일 비슷한 현상이 일어나는데, 이때 수성은 태양의 원반 가장자리를 아슬아슬하게 걸쳐서 지나가며, 여섯 시간 뒤 금성이 태양 표면을 지나갈 것이다.

## 과거와 미래의 수성 일면통과
| 토성에서 본 수성의 일면통과                       | 토성에서 본 수성의 일면통과 |
| ------------------------------------------------- | --------------------------- |
| 1998년 3월 4일                                    |                             |
| 1998년 6월 1일                                    |                             |
| 1998년 8월 28일                                   |                             |
| 1998년 11월 25일                                  |                             |
| 1999년 2월 21일                                   |                             |
| 2011년 12월 30일                                  |                             |
| 2012년 3월 28일                                   |                             |
| 2012년 6월 25일                                   |                             |
| 2012년 9월 22일 보관됨 2012-12-13 - archive.today |                             |
| 2027년 7월 22일                                   |                             |
| 2027년 10월 19일                                  |                             |
| 2028년 1월 15일                                   |                             |
| 2028년 4월 13일                                   |                             |
| 2028년 7월 10일                                   |                             |
| 2041년 8월 15일                                   |                             |
| 2041년 11월 12일                                  |                             |
| 2042년 2월 9일                                    |                             |
| 2057년 3월 7일                                    |                             |
| 2057년 6월 3일                                    |                             |
| 2057년 8월 31일                                   |                             |
| 2057년 11월 28일                                  |                             |
| 2071년 1월 2일                                    |                             |
| 2071년 4월 1일                                    |                             |
| 2071년 6월 29일                                   |                             |
| 2071년 9월 26일                                   |                             |
| 2086년 7월 5일                                    |                             |
| 2086년 10월 22일                                  |                             |
| 2087년 1월 18일                                   |                             |
| 2087년 4월 17일                                   |                             |
| 2100년 5월 22일                                   |                             |
| 2100년 8월 19일                                   |                             |
| 2100년 12월 16일                                  |                             |
| 2101년 2월 13일                                   |                             |

## 같이 보기
- 통과 (천문학)

## 참고 문헌
- Albert Marth, Note on the Transit of Mercury over the Sun’s Disc, which takes place for Venus on 1894 March 21, and on the Transits of Venus and Mercury, which occur for Saturn’s System on the same day, Monthly Notices of the Royal Astronomical Society, 54 (1894), 172–174.